# Balkanska endemska nefropatija
Balkanska endemska nefropatija upalna je bolest bubrega (oblik intersticijskog nefritisa) koja se javlja na točno određenim područjima na Balkanu. Prvi puta je prepoznata 1920-ih godina, među malim zajednicama duž rijeke Dunav i njenih pritoka, na području današnjih zemalja Hrvatske, Bosne i Hercegovine, Srbije, Rumunjske i Bugarske. Najiznendađujuća značajka ove bolesti je lokaliziranost. Postoji otprilike desetak manjih područja gdje se bolest pojavljuje, koja su uglavnom ruralna. Između područja ne postoje nikakve poveznice osim bolesti. 
Balkanska endemska nefropatija je spora i napredujuća bolest, koja obično završava letalnim ishodom. Od bolesti jednako oboljevaju došljaci kao i starosjedioci.

## Endemska nefropatija u Hrvatskoj
U Hrvatskoj je jedino žarište endemske nefropatije u zapadnom dijelu bivše općine Slavonski Brod u 14 sela, omeđenim rijekom Savom na jugu, gorjem Dilj na sjeveru, Slavonskim Brodom na istoku i rijekom Orljavom na zapadu.
U žarištu je 14 sela: Kaniža, Banovci, Bebrina, Zbjeg, Šumeće, Dubočac, Slavonski Kobaš, Živike, Pričac, Malino, Slobodnica, Stupnički Kuti, Brodski Varoš i Lužani, u kojima živi oko 10.800 stanovnika.

## Uzročnik
Nakon svih teorija koje su kao uzrok navodile teške metale, vodu, olovo, raznorazne plijesni, temeljem drugih istraživanja u svijetu američko-hrvatski znanstveni projekt otkrio je povezanost izloženosti biljci vučjoj stopi ili vučjoj šapi (lat. Aristolochia clematitis) i endemske nefropatije te karcinoma mokraćovoda koji je u četrnaest sela brodskog Posavlja (s približno jedanaest tisuća mještana) pedeset pet puta češći nego u ostatku Hrvatske.

## Vanjske poveznice
- Rezultati istraživanja endemska nefropatija  Arhivirana inačica izvorne stranice od 23. svibnja 2008. (Wayback Machine) (Zavod za javno zdravstvo Brodsko-posavske županije, Slavonski Brod, Služba za epidemiologiju Perlustracija 2005. godine u selima Banovci, Bebrina, Kaniža i Klakar, te istraživnja iz ranijih godina)